# Schreineria taiwana
Schreineria taiwana là một loài tò vò trong họ Ichneumonidae.